# Secrets de filles
Pour plus de détails, voir Fiche technique et Distribution.
Secrets de filles (Abgeschminkt!) est un film allemand réalisé par Katja von Garnier, sorti en 1993.

## Synopsis
La dessinateur humoristique Frenzy vit à Munich, elle traverse une crise créative. Ses croquis sont plutôt pessimistes, c'est pourquoi elle demande à son rédacteur en chef de faire des reportages plus optimistes, sinon la perte du poste la menace. Maischa, la meilleure amie de Frenzy, pose un lapin à son petit ami Klaus, avec qui elle devait se rendre à une réunion pendant le week-end. Au lieu de cela, elle veut passer le week-end pour sortir et s'amuser. Toutes les deux vont à une exposition où Maisha regarde tendrement le beau René. Frenzy découvre plus sur René grâce à une amie. Donc, le lendemain, un accord se fait entre les deux femmes. Frenzy doit prendre Mark, un ami de René, présent à l'exposition.
Bien que Frenzy considère cela comme une perte de temps et prend Mark agacé sous son aile, le jour commun avec lui à Munich s'avère être très agréable et drôle. Pendant ce temps, Maisha dîne avec René, va chez lui et dort avec lui. Quand Frenzy rentre chez elle la nuit et trouve Maisha déjà dans sa baignoire, cette dernière raconte le rapport sexuel désastreux avec René. Frenzy et Mark se rencontrent à nouveau les jours suivants et tombent amoureux. La relation devient un défi pour eux, puisque Mark vit et travaille ailleurs et vient rarement à Munich. Maisha se sépare de son petit ami et essaie de s'entendre avec elle-même dans sa vie.

## Fiche technique
- Titre : Abgeschminkt!
- Réalisation : Katja von Garnier assistée de Juliane Spengler
- Scénario : Katja von Garnier, Hannes Jaenicke
- Musique : Tilmann Höhn
- Direction artistique : Anni Brunner, Irene Edenhofer, Nikolai Ritter, Mike Schäfer
- Costumes : Birgit Aichele
- Photographie : Torsten Breuer
- Son : Rainer Plabst
- Montage : Katja von Garnier
- Production : Katja von Garnier, Ewa Karlström
- Société de production : Arnold & Richter Cine Technik, Bayerischer Rundfunk, Hochschule für Fernsehen und Film München, Vela-X Filmproduktion
- Société de distribution : TiMe Filmverleih
- Pays d'origine :  Allemagne
- Langue : allemand
- Format : Couleur - 1,66:1 - Dolby - 35 mm
- Genre : Comédie
- Durée : 55 minutes
- Dates de sortie :
  - Allemagne : 1er juillet 1993.
  - Suède : 12 août 1994.
  - Royaume-Uni : 4 novembre 1994.
  - Espagne : 23 novembre 1994.
  - Danemark : 7 avril 1995.
  - Finlande : 12 mai 1995.
  - France : 12 juillet 1995.

## Distribution
- Katja Riemann : Frenzy
- Nina Kronjäger (de) : Maischa
- Gedeon Burkhard : René
- Max Tidof (de) : Mark
- Daniela Lunkewitz : Susa
- Peter Sattmann : Schwarz
- Jophi Ries : le gérant du bar

## Récompenses
- Prix Ernst-Lubitsch 1994
- Bayerischer Filmpreis 1994 : première réalisation (Katja von Garnier), costumes (Birgit Aichele), meilleur espoir féminin (Katja Riemann)
- Student Academy Awards 1994 : meilleur film étranger
- Uppsala International Short Film Festival 1994 : meilleur film

## Source de la traduction
- (de) Cet article est partiellement ou en totalité issu de l’article de Wikipédia en allemand intitulé « Abgeschminkt! » (voir la liste des auteurs).